# Dolgi Laz
Dolgi Laz (Duits: Dulgelaas) is een plaats in Slovenië en maakt deel uit van de gemeente Tolmin in de NUTS-3-regio Goriška.